# Maria von der Osten-Sacken
Maria von der Osten-Sacken, auch Maria Osten-Sacken (geb. Leeser; * 17. November 1901 in Dessau; † 17. Dezember 1985 in München) war eine deutsche Tänzerin, Schriftstellerin, Drehbuchautorin und Filmproduzentin.

## Leben
Unter ihrem Mädchennamen Maria Leeser war sie zu Beginn der 1920er Jahre in Deutschland eine bekannte Tänzerin, die u. a. von Frieda Riess fotografiert wurde (Titel-Foto der Zeitschrift "Roland", Heft 1/1925). 1922 oder 1923 nach anderen Quellen heiratete sie den Baron Erich von der Osten-Sacken, im selben Jahr wurde der Sohn Alexander geboren. Die Ehe wurde später geschieden. Erich von der Osten-Sacken-Amboten lebte bis 1947 auf einem kleinen Gut in Oberbayern.
Bei Proben im Renaissance-Theater in Berlin lernte Maria von der Osten-Sacken 1929 den Schriftsteller Wilhelm Speyer kennen. Die beiden heirateten 1930, die Ehe wurde jedoch 1938 nach den Rassegesetzen der Nationalsozialisten geschieden.
Auch als Verfasserin von Liebesromanen machte sie sich einen Namen. Ihr erstes Drehbuch schrieb sie für die 1943 entstandene Filmkomödie Ein Mann mit Grundsätzen?  mit Hans Söhnker in der Hauptrolle. Nach Kriegsende wandte sie sich ganz dem wieder aufblühenden deutschen Film zu.
In den 1950er Jahren adaptierte sie unter anderem den Erich-Kästner-Roman Pünktchen und Anton und verhalf mittels ihrer von Harald Reinl inszenierten Drehbücher zu Rosen-Resli und Der schweigende Engel der Hauptdarstellerin Christine Kaufmann zum Durchbruch als Kinderstar.
1954 gründete sie ihre eigene Produktionsfirma, die Wega-Film. Bei einer anderen Filmfirma, der Eva-Film, fungierte sie dazu als Geschäftsführerin. Ihre Werke waren meist Heimatfilme, in denen das schwere Schicksal der Hauptfigur sich endlich doch zum Guten wendet. Nach dem Ende des deutschen Kinowunders lebte sie zurückgezogen. Sie arbeitete auch als Gesangspädagogin.

## Romane
- Du nennst es Liebe. Zeitbild-Verlag, Leipzig 1938
- Später vielleicht. Th. Kirschner, Wien 1939

## Filmografie
- 1943: Ein Mann mit Grundsätzen?
- 1948: Die Zeit mit Dir
- 1949: Vorstadtmädel (Drehbuch)[2]
- 1950: Gute Nacht, Mary
- 1951: Weiße Schatten (Arbeitstitel Letzter Advent; Drehbuch)[3]
- 1952: Toxi
- 1953: Pünktchen und Anton
- 1953: Sterne über Colombo
- 1954: Die Gefangene des Maharadscha (Idee)
- 1954: Rosen-Resli (auch Produktion)
- 1954: Der schweigende Engel (auch Produktion)
- 1955: Der dunkle Stern (auch Produktion)
- 1955: Griff nach den Sternen
- 1955: Königswalzer
- 1956: Ein Herz schlägt für Erika
- 1956: Die Stimme der Sehnsucht (auch Produktion)
- 1957: Junger Mann, der alles kann
- 1957: Schön ist die Welt
- 1958: Mein Mädchen ist ein Postillion (auch Produktion)
- 1959: Mandolinen und Mondschein
- 1960: Meine Nichte tut das nicht
- 1960: Die junge Sünderin
- 1961: Vertauschtes Leben
- 1961: Blond muß man sein auf Capri
- 1962: Wilde Wasser